# Warren Racine
Warren Racine (Lione, 10 aprile 1995) è un cestista francese.

## Palmarès
- Match des Champions: 1

Nanterre: 2017